# Ahmed Abdel-Raouf
Ahmed Abdel-Raouf (tiếng Ả Rập: أحمد عبد الرؤوف; sinh ngày 12 tháng 4 năm 1986) là một cầu thủ bóng đá người Ai Cập hiện tại thi đấu ở vị trí tiền vệ cho Telephonat Bani Sweif.

## Sự nghiệp
Abdel-Raouf hiện tại thi đấu ở vị trí tiền vệ trung tâm. Anh là sản phẩm của học viện trẻ Zamalek.
Vào tháng 7 năm 2010, Abdel-Raouf chuyển đến đội bóng mới lên hạng Misr Lel Makasa (MCSD), ký bản hợp đồng 2 năm.

## Danh hiệu

### Cùng với Zamalek
- Cúp bóng đá Ai Cập (2008)